# The King's Speech: Original Motion Picture Soundtrack
The King's Speech: Original Motion Picture Soundtrack è la colonna sonora del film Il discorso del re, diretto da Tom Hooper nel 2010. 
Il disco è stato composto da Alexandre Desplat ed è stato pubblicato il 1º febbraio del 2011.
Nel 2010 riceve una nomination agli Oscar come miglior colonna sonora originale e ai Golden Globe, sempre come migliore colonna sonora.

## Descrizione
Le musiche del film seguono le sensazioni che il personaggio di re Giorgio VI acquisisce con il suo percorso nel migliorare il suo problema di balbuzie. Desplat utilizza tonalità leggere quando il protagonista è rilassato o in compagnia della famiglia o del medico e incide notevolmente i suoni quando invece il personaggio ricopre il suo ruolo regale.
In alcuni passaggi, si è scelto di trattenere i suoni dando alla composizione una sensazione sottile e sobria.
La decisione di utilizzare una partitura semplificata da archi e pianoforti ha determinato il carattere dei personaggi. Infatti, le musiche scorrono sui momenti del film, accompagnando quelli buffi e sereni ed enfatizzando la frustrazione della balbuzie che impedisce al Re di esprimersi senza sentirsi inutile e sciocco.
La sfida maggiore dell'autore era proprio quella di mantenere la sensazione dell'incapacità di comunicare, dicendo il meno possibile. Il musicista dichiara:
«questo è un film sul suono della voce. La musica ha a che fare con quello. La musica ha a che fare con il silenzio. La musica ha a che fare con il tempo. La colonna sonora di questo film doveva rappresentare la voce di Colin Firth.»
Per la realizzazione, Desplat ha contattato Peter Cobbin capo ingegnere tecnico degli Abbey Road Studios di Londra. I musicisti hanno lavorato sulla possibilità di trovare il tono giusto di cui aveva bisogno questo dramma storico. Scavando negli archivi delle EMI, Cobbin ha recuperato alcuni microfoni d'epoca di proprietà della Famiglia reale britannica. Desplat dichiara: «In quel tempo, la famiglia reale adottava microfoni acquistati su ordinazione. Abbiamo deciso di registrare le melodie utilizzando questi microfoni per conferire alla musica un tono datato, tipico dell'epoca.»
Gran parte della colonna sonora è incentrata sul suono del pianoforte, strumento scelto per accompagnare alcuni brani di Beethoven e Mozart, presenti nel film. Si rivela poi un'evoluzione swing con toni romantici nel momento in cui la musica fa da sottofondo all'incoronazione di re Giorgio VI.
Per enfatizzare il balbettio del Principe, Desplat decide di utilizzare note ripetute su alcuni passaggi, che ricordasse il movimento triste di esecuzioni come i quartetti di Schubert.
In altre situazioni, il musicista si è avvalso della presenza di leggeri cori per alleggerire le sequenze di silenzio.
«Quest'uomo non può parlare», afferma Desplat, «non è solo a causa del suo handicap, ma non può esternare il suo dolore. Non riesce nemmeno a dargli un nome, fino alla terapia che infine lo aiuterà a farlo. La musica deve rispettare la drammaturgia della storia. Questa è la principale lezione che ho imparato lavorando in teatro: rispettare la drammaturgia senza sopraffare tutto con la musica.»
Inizialmente, il regista Tom Hooper non voleva utilizzare alcun sottofondo nella scena dell'incoronazione, ma Desplat lo ha convinto infine che soprattutto quell'episodio dovesse essere orchestrato con tonalità che dessero allo spettatore la sensazione di liberazione del Principe:
«Tom ha detto di no alla musica e mentre lo stavo guardando, ho pensato: no, no, no, no. Ci deve essere qualcosa lì. È il culmine. Drammaticamente, si potrebbe pensare che il punto culminante si presenti prima di questo momento, ma la storia del film è una storia di amicizia davvero rara e quello rappresenta il momento in cui imparano a fidarsi l'uno dell'altro.»
Desplat ha chiesto la collaborazione di Terry Davies, pluripremiato direttore d'orchestra che si è occupato dei brani finali della colonna sonora, eseguendo la sinfonia n. 7 e il concerto per pianoforte e orchestra n. 5 di Beethoven.
Il compositore ha realizzato la colonna sonora in quattro settimane, vedendo accavallato questo lavoro con la sua partecipazione nella giuria del Festival di Cannes del 2010, rincuorando Hooper sulla consegna delle musiche e tranquillizzandolo sul fatto che avrebbe lavorato nella sua camera d'albergo alla fine delle proiezioni al festival alle quali doveva assistere in qualità di giurato..
Per la realizzazione dell'album, Desplat ha collaborato con la London Symphony Orchestra, richiedendo un ristretto numero di musicisti a comporre un'orchestra da camera per avvicinarsi alle tonalità di Mozart e Beethoven.

## Tracce
1. Lionel and Bertie - 2:11
2. The King's Speech - 3:54
3. My Kingdom, My Rules - 2:51
4. The King is Dead - 2:06
5. Memories of Childhood - 3:36
6. King George VI - 3:05
7. The Royal Household - 1:43
8. Queen Elizabeth - 3:35
9. Fear and Suspicion - 3:24
10. The Rehearsal - 1:42
11. The Threat of War - 3:56
12. Speaking Unto Nations - Sinfonia n. 7 (Beethoven) - Secondo movimento, allegretto - 5:03
13. Epilogue - Concerto per pianoforte e orchestra n. 5, Op. 73, L'Imperatore (Beethoven) - Secondo movimento, adagio un poco mosso - 3:56